# 정선구
정선구(1999년 8월 25일 ~ )는 대한민국의 축구 선수로, 포지션은 공격수이다.